# 은행간 외환거래
은행간 외환거래 시장(Interbank foreign exchange market)은 협의의 외환시장을 말한다. 환은행 거래 사이에서 환 중매인을 통하여 자금 조정을 위해 환 (외화)을 매매하는 것이다.